# Máximo Kirchner
Máximo Carlos Kirchner (La Plata, 16 febbraio 1977) è un politico argentino, deputato nazionale dal 2015. È figlio di due ex presidenti dell'Argentina, Néstor Kirchner e Cristina Fernández de Kirchner. Membro del Partito Giustizialista, è cofondatore di La Cámpora, un'organizzazione politica giovanile che ha sostenuto le presidenze dei suoi genitori.
Dal 2019 è presidente del blocco parlamentare Frente de Todos alla Camera dei Deputati. Nel 2021 è stato eletto presidente del Partito Giustizialista della Provincia di Buenos Aires.

## Biografia
Figlio di Néstor, presidente dell'Argentina dal 2003 al 2007, e Cristina Fernández de Kirchner, presidente dell'Argentina dal 2007 al 2015, frequentò le scuole a Río Gallegos, dove il padre fu dapprima sindaco e poi governatore della provincia di Santa Cruz. Intrapresa la carriera universitaria, Kirchner frequentò giurisprudenza e giornalismo a Buenos Aires senza mai terminare nessuno dei due corsi.
Nel 2006 fondò il movimento giovanile kirchnerista La Cámpora.
Il 25 ottobre 2015 Kirchner fu eletto alla Camera dei deputati per la provincia di Santa Cruz con una lista arrivata seconda con il 3,3%. Alle elezioni del 2019 fu nuovamente eletto deputato, in questa seconda occasione per la provincia di Buenos Aires, venendo poi nominato capogruppo alla Camera del Fronte di Tutti.
Il 18 dicembre 2021 Kirchner è diventato presidente del Partito Giustizialista della provincia di Buenos Aires. Il 31 gennaio 2022, in seguito all'avanzamento delle trattative tra il presidente Fernández e il Fondo Monetario Internazionale, si è dimesso dall'incarico di capogruppo alla camera del FdT.

## Vita privata
Ha formato un'unione di fatto con la dentista Rocío García, con la quale ha avuto due figli: Néstor Iván, nato nel 2013, e Emilia, nata nel 2016. Nel 2018 i due si sono lasciati dopo quasi 10 anni di convivenza.